# Ana Becciu
Ana Becciu, eigentlich Ana María Becciu, (* 20. Juli 1948 in Buenos Aires) ist eine argentinische Lyrikerin und Übersetzerin.

## Leben
Becciu studierte an der Universidad de Buenos Aires und der Universitat Cathólica de Barcelona und konnte dieses Studium erfolgreich mit einer Promotion und Habilitation abschließen. 1976 verließ sie Argentinien und lebte in verschiedenen europäischen Städten. Nach Studienaufenthalten in London und Paris bekam sie eine Anstellung bei den Vereinten Nationen in Genf als Übersetzerin, später wechselte sie in deren Büro nach Wien. Außerdem arbeitete Ana Becciu als literarische Übersetzerin der Schriftsteller Djuna Barnes, Allen Ginsberg und Tennessee Williams.
Später nahm Becciu einen Ruf an die Universitat Cathólica de Barcelona an und lehrt dort als „Prof. für Literatur“. Seit Winter 1976/77 lebt sie abwechselnd in Girona (Katalonien), in Espolla, im Département Loiret (Frankreich) und ihrer Heimatstadt Buenos Aires. Sie gehört außerdem der internationalen Schriftstellervereinigung P.E.N. an und setzt sich für die Aufwertung der galicischen Sprache ein.
Widerstrebend nahm sie 2003 die Herausgeberschaft der Tagebuchaufzeichnungen von Alejandra Pizarnik an. Sie hatte die 1972 an einer Überdosis Barbituraten verstorbenen Dichterin noch selbst gekannt. Kritiker werfen Becciu vor, im Verbund mit Pizarniks Schwester wichtige Passagen gestrichen zu haben. „Befremdlich erscheint, dass Pizarnik ausgerechnet die damals 24-jährige Becciu mit einer solchen Aufgabe betraute, sie, die sonst nur die Freundschaft mit soliden und erfahrenen Autoren pflegte“.

## Werke
als Autorin
- Como quien acecha. Editorial de la Flor, Buenos Aires 1973.
- Faubourg St. Denis. Barcelona 2006.
- Por ocuparse de ausencias. Último Reino, Buenos Aires 1982, ISBN 950-9418-02-1 (El sonido y la furia; 9).
- Ronda de noche. Neuaufl. Plaza & Janés, Barcelona 1999, ISBN 84-01-59031-0 (Colección Poesía; 29).
- La visita y otros libros. Buguera, Barcelona 2007, ISBN 978-84-02-04033-6 (Sammlung ihrer Gedichte).

als Herausgeberin und Bearbeiterin
- Jorge Manrique: Poesías completas.  Kapelusz, Buenos Aires 1974
- Julio Cortázar: Algunos pameos y otros prosemas. Plaza & Janés Editore, Barcelona 2000, ISBN 84-01-59014-0.
- Alejandra Pizarnik: In einem Anfang war die Liebe Gewalt. Tagebücher („Diarios“). Ammann, Zürich 2007, ISBN 978-3-250-10484-1.

als Übersetzerin
- Djuna Barnes, Allen Ginsberg, Mary McCarthy, Valerie Solanas, Tennessee Williams,
- Nadia Fusini, Alberto Manguel, Pascal Quignard, Patricia Runfola, Nathalie Sarraute